# Shaquille Dutard
Shaquille Dutard né le 21 septembre 1996 à Cayenne (Guyane) est un footballeur français, international guyanais. Il joue au poste d'attaquant à l'AS La Jeunesse d'Esch.

## Biographie

### En club
Après un passage au centre de formation du Paris SG, il intègre des équipes amateurs en Île-de-France et débute en senior avec l'équipe de Chanteloup-les-Vignes, en Division d'honneur régionale, le 7e échelon national. Il rejoint ensuite l'AS Cannes et effectue quelques apparitions avec l'équipe première, mais c'est grâce à ses performances avec les U19 Nationaux qu'il parvient à attirer l'attention de recruteurs d'équipes professionnelles.
Durant l'été 2015, il rejoint l'OGC Nice pour une saison et intègre l'équipe réserve en CFA, mais une rupture des ligaments croisés du genou freine sa progression. Afin de se relancer, il s'engage avec l'équipe réserve de l'EA Guingamp, cette fois en CFA 2.
Après de brefs passages à Tarbes et Bastia-Borgo, il réalise sa première saison pleine avec une équipe première à Trélissac, finissant la saison meilleur buteur du club avec 7 buts en National 2  en 26 apparitions. Il y reste une saison puis part pour le club vendéen Les Herbiers VF où il manquera de temps de jeu et sera libéré de son contrat par le club à la fin du mois de décembre 2019. Son retour au Trélissac FC est annoncé dès le début du mois de janvier suivant mais il ne jouera que 13 minutes avant de se blesser pour plusieurs semaines.
En avril 2020, il quitte l'hexagone et s'engage avec le Royal Francs-Borains en 4e division belge. Cependant, la crise sanitaire du Covid-19 l'empêche de disputer la fin de saison 2019-2020, son club termine tout de même en tête du championnat et est par conséquent promu  en Nationale 1 (3e division).

### En sélection
En juin 2017, il est appelé par Jaïr Karam et Marie-Rose Carême afin d'intégrer la sélection nationale de Guyane. Il joue son premier match international le 18 juin, et inscrit à cette occasion son premier but avec les Yana Dòkò lors de la victoire 3-0 contre la Barbade.
Il participe ensuite avec la Guyane à la Coupe caribéenne des nations 2017 ainsi  qu'à la Gold Cup 2017.

## Statistiques
| Saison                | Club                  | Championnat           | Championnat | Championnat | Coupe(s) nationale(s) | Coupe(s) nationale(s) | Guyane | Guyane | Total | Total |
| Saison                | Club                  | Division              | M.          | B.          | M.                    | B.                    | M.     | B.     | M.    | B.    |
| 2014-2015             | AS Cannes             | DHR                   | 2           | 0           | -                     | -                     | -      | -      | 2     | 0     |
| Sous-total            | Sous-total            | Sous-total            | 2           | 0           | -                     | -                     | -      | -      | 2     | 0     |
| 2015-2016             | OGC Nice rés.         | CFA                   | 7           | 1           | -                     | -                     | -      | -      | 7     | 1     |
| Sous-total            | Sous-total            | Sous-total            | 7           | 1           | -                     | -                     | -      | -      | 7     | 1     |
| 2016-2017             | EA Guingamp rés.      | CFA 2                 | 23          | 4           | -                     | -                     | 3      | 1      | 26    | 5     |
| Sous-total            | Sous-total            | Sous-total            | 23          | 4           | -                     | -                     | -      | -      | 23    | 4     |
| 2017                  | Tarbes PF             | National 2            | 2           | 0           | 1                     | 0                     | 3      | 0      | 6     | 0     |
| 2018                  | FC Bastia-Borgo       | National 2            | 9           | 0           | -                     | -                     | 1      | 0      | 10    | 0     |
| 2018-2019             | Trélissac FC          | National 2            | 26          | 7           | 2                     | 1                     | -      | -      | 28    | 8     |
| 2019-2020             | Les Herbiers VF       | National 2            | 13          | 1           | 5                     | 4                     | -      | -      | 18    | 5     |
| 2019-2020             | Trélissac FC          | National 2            | 1           | 0           | -                     | -                     | -      | -      | 1     | 0     |
| Sous-total            | Sous-total            | Sous-total            | 51          | 8           | 8                     | 5                     | -      | -      | 59    | 13    |
| 2020-2021             | Francs-Borains        | Nationale 1           | 1           | 0           | -                     | -                     | -      | -      | 1     | 0     |
| Sous-total            | Sous-total            | Sous-total            | 1           | 0           | -                     | -                     | -      | -      | 1     | 0     |
| 2021-2022             | Trélissac FC          | National 2            | 15          | 4           | 1                     | 0                     | -      | -      | 16    | 4     |
| Total sur la carrière | Total sur la carrière | Total sur la carrière | 98          | 17          | 9                     | 5                     | 7      | 1      | 114   | 23    |

### Buts en équipe nationale
| No | Date         | Stade, ville, pays                         | Adversaire | Résultat | Compétition  |
| -- | ------------ | ------------------------------------------ | ---------- | -------- | ------------ |
| 1  | 17 juin 2017 | Stade Edmard-Lama, Remire-Montjoly, Guyane | Barbade    | V 3-0    | Match amical |